# Kliny (Poznań)
Pour les articles homonymes, voir Kliny.
Kliny (prononciation : [ˈklinɨ], en allemand : Lindengarten) est un village polonais de la gmina de Czerwonak dans le powiat de Poznań de la voïvodie de Grande-Pologne dans le centre-ouest de la Pologne.
Il se situe à environ 5 kilomètres à l'est de Czerwonak (siège de la gmina) et à 13 kilomètres au nord-est de Poznań (siège du powiat et capitale régionale).

## Histoire
De 1975 à 1998, le village faisait partie du territoire de la voïvodie de Poznań.

Depuis 1999, Kliny est situé dans la voïvodie de Grande-Pologne.
Le village possède une population de 235 habitants en 2014.